# Holmberg 15A
Holmberg 15A — сверхгигантская эллиптическая галактика типа cD в скоплении галактик Abell 85 в созвездии Кита на расстоянии около 700 млн световых лет от Солнца. Открыта около 1937 года Эриком Хольмбергом. Галактика получила известность после того, как было объявлено, что она обладает крупнейшим среди всех наблюдавшихся галактических ядер, протяжённостью около 15 тысяч световых лет, однако затем открытие было опровергнуто.

## Сверхмассивная чёрная дыра
Предполагается, что основной компонент ядра галактики является сверхмассивной чёрной дырой с массой около 40 миллиардов масс Солнца, хотя прямых измерений не было. Предыдущие оценки Лауэр и др. в 310 миллиардов масс Солнца получены с использованием данных о гамма-излучении. Корменди и Бендер дают оценку 260 миллиардов масс Солнца в статье 2009 года. В 2013 году Корменди и Хо с коллегами получили более низкие оценки массы: 2,1 и 9,2 миллиардов масс Солнца. В статье Лопез-Круз и др. утверждалось, что Хольмберг 15A содержит сверхмассивную чёрную дыру  с массой ∼1⋅1010M⊙. Корменди и Хо с коллегами получили данные оценки с использованием отношения M–сигма и размера внешнего балджа галактики, что является непрямой оценкой. Расли и др. получили значение 170 млрд масс Солнца. Скопление Abell 85 обладает дисперсией скоростей в тёмном гало около ~750 км/с, что можно объяснить только наличием сверхмассивной чёрной дыры с массой не менее 150 миллиардов масс Солнца, хотя Корменди и Хо утверждали, что гало тёмной материи не подвержено такого рода масштабированию, а эволюция чёрной дыры и тёмной материи никак не связана с барионным веществом. При этом объект является одной из наиболее тяжёлых сверхмассивных чёрных дыр среди известных объектов.